# Parafia Najświętszej Maryi Panny Wspomożycielki Wiernych w Sosnowcu
Parafia Najświętszej Maryi Panny Wspomożycielki Wiernych w Sosnowcu – rzymskokatolicka parafia położona w dekanacie Jezusa Chrystusa Króla Wszechświata, diecezji sosnowieckiej, metropolii częstochowskiej w Polsce, erygowana w 1969 roku.

## Proboszczowie
- 1969–1978 ks. Mieczysław Składanowski
- 1978–2010 ks. Włodzimierz Surmiński
- 2010–2019 ks. Krzysztof Płatek
- od 2019 ks. Jarosław Kwiecień[1]